# Andrea Noè
Andrea Noè (Magenta, 15 januari 1969) is een Italiaans voormalig wielrenner. Zijn bijnaam op latere leeftijd was 'de oude krijger'. Hij was voornamelijk een klimmer.
Noè was een subtopper in het rondewerk en de zwaardere klassiekers, maar hij wist gedurende zijn negentien seizoenen aan de top van het professioneel wielrennen weinig overwinningen te boeken.

## Carrière
Zijn hoogtepunten behaalde Noè in de Ronde van Italië. Hij won er twee etappes en reed drie dagen in de roze leiderstrui: één dag in 1998 en twee dagen in 2007.
Noè had zelfs een aantal jaar het record op zijn naam van oudste drager van de leiderstrui in een Grote Ronde. Nadat Noè in de tiende etappe van de Ronde van Italië van 2007 op 38-jarige leeftijd de roze trui veroverde. In de Ronde van Spanje van 2013 werd dat verbeterd door de toen 41-jarige Chris Horner.
In 2008 reed hij zijn veertiende Ronde van Italië op rij. Iedere keer eindigde hij bij de beste veertig; twee keer werd hij vierde. In 2010 kwam hij uit voor de ploeg Ceramica Flaminia - Bossini Docce, voornamelijk om zijn ervaring op de jeugdige renners over te brengen. Hij beëindigde zijn carrière op 42-jarige leeftijd toen hij tijdens de Ronde van Italië van 2011 afstapte.

## Belangrijkste overwinningen
1998
- 11e etappe Ronde van Italië

2000
- 4e etappe Ronde van Romandië

2007
- 1e etappe Ronde van Italië (ploegentijdrit)

## Resultaten in voornaamste wedstrijden
| Jaar | Ronde van Italië | Ronde van Frankrijk | Ronde van Spanje |
| ---- | ---------------- | ------------------- | ---------------- |
| 1993 |                  |                     | 68e              |
| 1994 | opgave           |                     |                  |
| 1995 | 36e              |                     |                  |
| 1996 | 37e              |                     |                  |
| 1997 | 11e              |                     | 52e              |
| 1998 | 15e (1)          |                     |                  |
| 1999 | 28e              |                     | 41e              |
| 2000 | 4e               |                     |                  |
| 2001 | 6e               |                     | opgave           |
| 2002 | 20e              |                     | opgave           |
| 2003 | 4e               | 74e                 |                  |
| 2004 | 17e              | 99e                 |                  |
| 2005 | 45e              |                     |                  |
| 2006 | 38e              |                     |                  |
| 2007 | 35e              |                     |                  |
| 2008 | 39e              |                     |                  |
| 2011 | opgave           |                     |                  |

| Jaar | Milaan-San Remo | Amstel Gold Race | Luik-Bast.‑Luik | Ronde van Lombardije | Waalse Pijl | Clásica San Sebastián |  | Wereldranglijsten |
| ---- | --------------- | ---------------- | --------------- | -------------------- | ----------- | --------------------- |  | ----------------- |
| 1993 |                 |                  |                 | 51e                  |             |                       |  |                   |
| 1994 |                 |                  |                 |                      | 46e         |                       |  |                   |
| 1995 |                 |                  |                 | 33e                  | 70e         |                       |  |                   |
| 1996 |                 |                  |                 |                      | 34e         | 100e                  |  |                   |
| 1997 | 10e             |                  | 33e             | 47e                  | 7e          | 15e                   |  |                   |
| 1998 | 39e             | 41e              | 27e             |                      | 15e         |                       |  |                   |
| 1999 |                 |                  | 53e             | 22e                  | 18e         |                       |  |                   |
| 2000 |                 |                  |                 |                      |             |                       |  |                   |
| 2001 |                 |                  | 88e             |                      | 22e         |                       |  |                   |
| 2002 |                 |                  | 56e             |                      | 4e          |                       |  |                   |
| 2003 | 32e             | 35e              | 16e             |                      | 20e         | 5e                    |  |                   |
| 2004 |                 | 47e              | 75e             |                      | 19e         | 84e                   |  |                   |
| 2005 |                 |                  |                 | 35e                  |             | 73e                   |  |                   |
| 2006 |                 |                  |                 | 59e                  |             |                       |  |                   |
| 2007 |                 |                  | 72e             |                      |             |                       |  |                   |
| 2008 |                 |                  |                 | 17e                  |             | 29e                   |  | 81e (UPT)         |
| 2011 | opgave          |                  |                 |                      |             |                       |  |                   |

## Ploegen
- 1993 - Mapei
- 1994 - Mapei-CLAS
- 1995 - Mapei-GB
- 1996 - Mapei-GB
- 1997 - Asics-C.G.A.
- 1998 - Asics-C.G.A.
- 1999 - Mapei-Quick·Step
- 2000 - Mapei-Quick·Step
- 2001 - Mapei-Quick·Step
- 2002 - Mapei-Quick·Step
- 2003 - Alessio
- 2004 - Alessio-Bianchi
- 2005 - Liquigas-Bianchi
- 2006 - Liquigas
- 2007 - Liquigas
- 2008 - Liquigas
- 2009 - Liquigas
- 2010 - Ceramica Flaminia - Bossini Docce
- 2011 - Farnese Vini-Neri Sottoli